# Terje Kojedal
Terje Kojedal (n. 16 august 1957, Røros) este un fost fotbalist norvegian care a jucat 66 de meciuri în prima reprezentativă a Norvegiei, alături de Svein Grøndalen, Vidar Davidsen, Pål Jacobsen, Hallvar Thoresen și Einar Aas.
A jucat 4 ani în Franța, la FC Mulhouse și UC Valenciennes.
Înainte de a deveni fotbalist profesionist, a jucat hochei pe gheață la echipa Storhamar Idrettslag.